# Larry Kellner
Lawrence W. "Larry" Kellner, född 1959, är en amerikansk företagsledare som är grundare och president för det Texas-baserade riskkapitalbolaget Emerald Creek Group, LLC. Han är också styrelseordförande för Sabre Corporation och The Boeing Company samt ledamot för Marriott International. Kellner har tidigare arbetat bland annat för American Savings Bank som finansdirektör och Continental Airlines som finansidirektör, president, COO och VD.
Han avlade en kandidatexamen i företagsekonomi vid University of South Carolina.